# Juan de Miranda

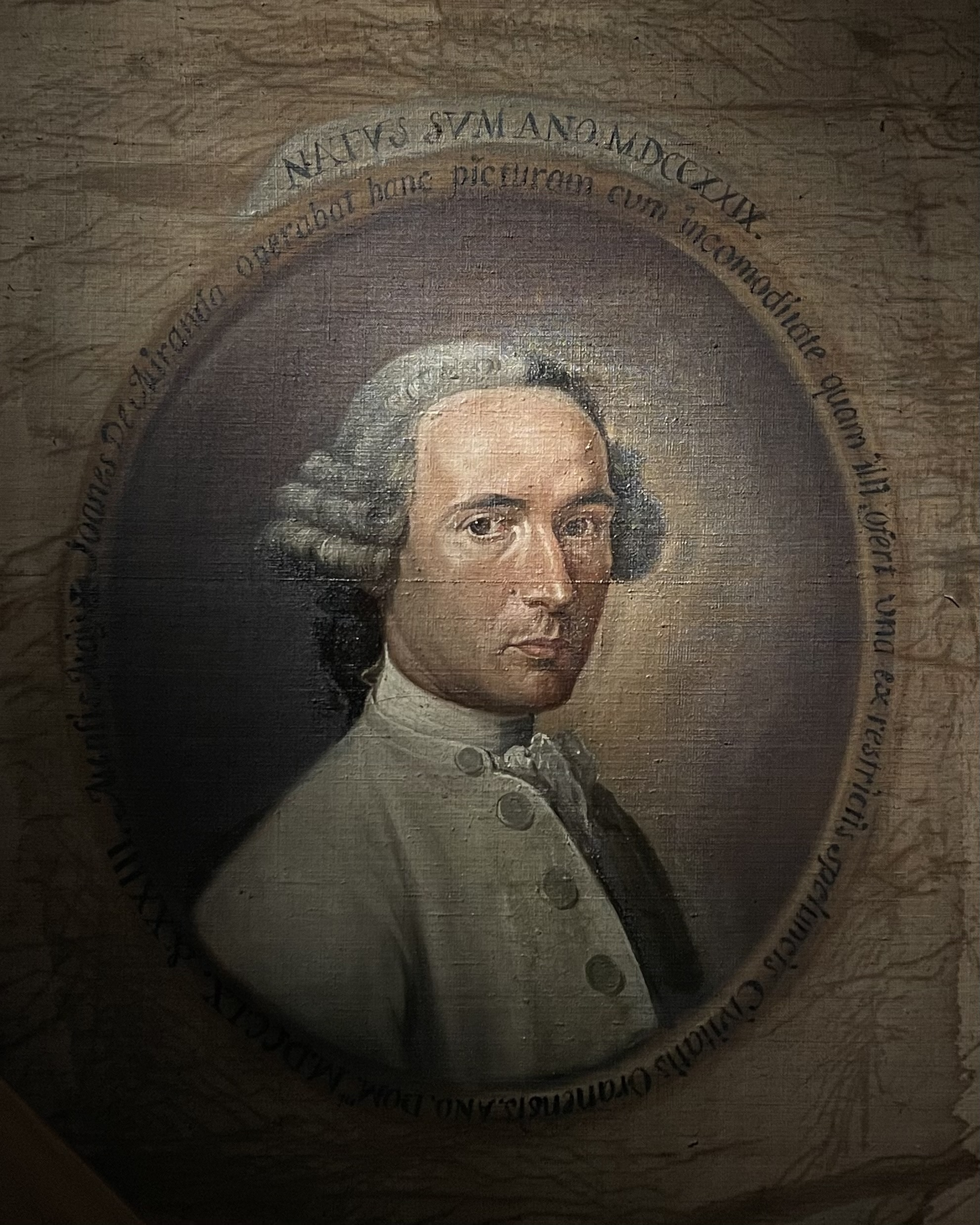
Autorretrato de Juan de Miranda en el reverso del cuadro El rey Fernando III el Santo recibe en Sierra Morena a los embajadores de Mahomad, rey de Baeza

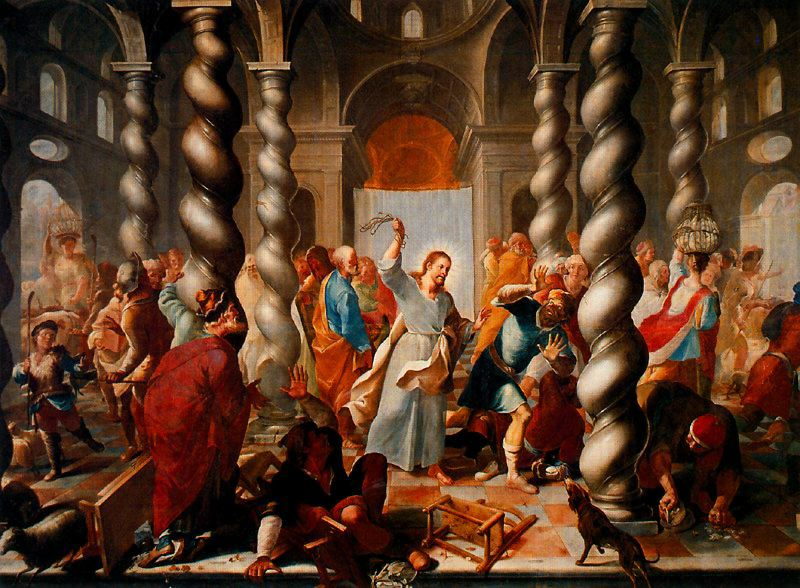
Expulsión de los mercaderes del templo, óleo sobre lienzo, 241 x 331 cm, Museo de Bellas Artes de Santa Cruz de Tenerife.

Juan Ventura de Miranda Sejas y Guerra (Las Palmas de Gran Canaria, 1723-Santa Cruz de Tenerife, 1805), fue un pintor tardo barroco español activo en Canarias, con algunos contactos con la pintura peninsular.

## Biografía
Nacido el 13 de julio de 1723 en el barrio de Triana en Gran Canaria, hijo de un zapatero, en 1748 se trasladó a La Laguna donde se fechan sus primeras obras conocidas un año después: dos retratos de religiosas, de dibujo aún inseguro. 
Sin otras noticias de su trabajo, en 1752 fue juzgado en La Laguna y condenado a seis años de prisión por «trato ilícito» con Juana Martín Ledesma, con quien vivía amancebado y había tenido varios hijos, y por portar un puñal y una espada desnudos en el momento de la detención. Por su pobreza no se le condenaba a costas y el matrimonio con la citada Juana compensaba la indemnización, aunque no parece que la pareja llegase a contraer el matrimonio que el juzgado les reclamaba. La sentencia fue ratificada en segunda instancia por la Real Audiencia de Canarias en 1755, aunque hasta finales de 1757 no fue enviado al presidio de Orán para cumplir con los términos de la condena, retraso debido a los constantes recursos presentados por el reo y a la protección que le dispensó el regente Gonzalo Muñoz Torres, quien recurrió a los servicios del preso para que le hiciese los retratos en láminas de cobre de sus dos hijos, de uno y dos años, a fin de remitirlos a los abuelos en Écija y Alfaro. También su trabajo como pintor influyó en ese retraso, pues el 4 de septiembre de 1756, estando en la cárcel real de Las Palmas, solicitó un aplazamiento para poder acabar «una obra de Jesús Nasareno de Telde» en la que trabajaba, y la propia Audiencia reconocía en su sentencia que con su trabajo de pincel hecho en la cárcel mantenía a su madre y a dos hermanas muy pobres que tenía.
Acabada con el beneplácito de la Audiencia la pintura del Nazareno, solicitó un nuevo aplazamiento para poder trabajar en otra pintura que tenía iniciada para el hospital de Las Palmas, cuyo asunto no se indica. Tras este nuevo aplazamiento fue el propio Cabildo insular el que solicitó a la Audiencia una minoración y conmutación de la pena, «por lo necesario que era para el arte de pintor y no auer en la ciudad otro más poderoso», lo que lo hacía imprescindible tanto para el embellecimiento de los recintos sagrados como para la enseñanza de la pintura a futuros artistas, pero en su réplica el fiscal sostenía la necesidad de dar cumplimiento a la sentencia para «escarmiento de otros qualesquiera insignes artífices para que no crean asegurada la ynpunidad de sus crímenes en la estrella de su arte, pues todo deue seder al bien público».

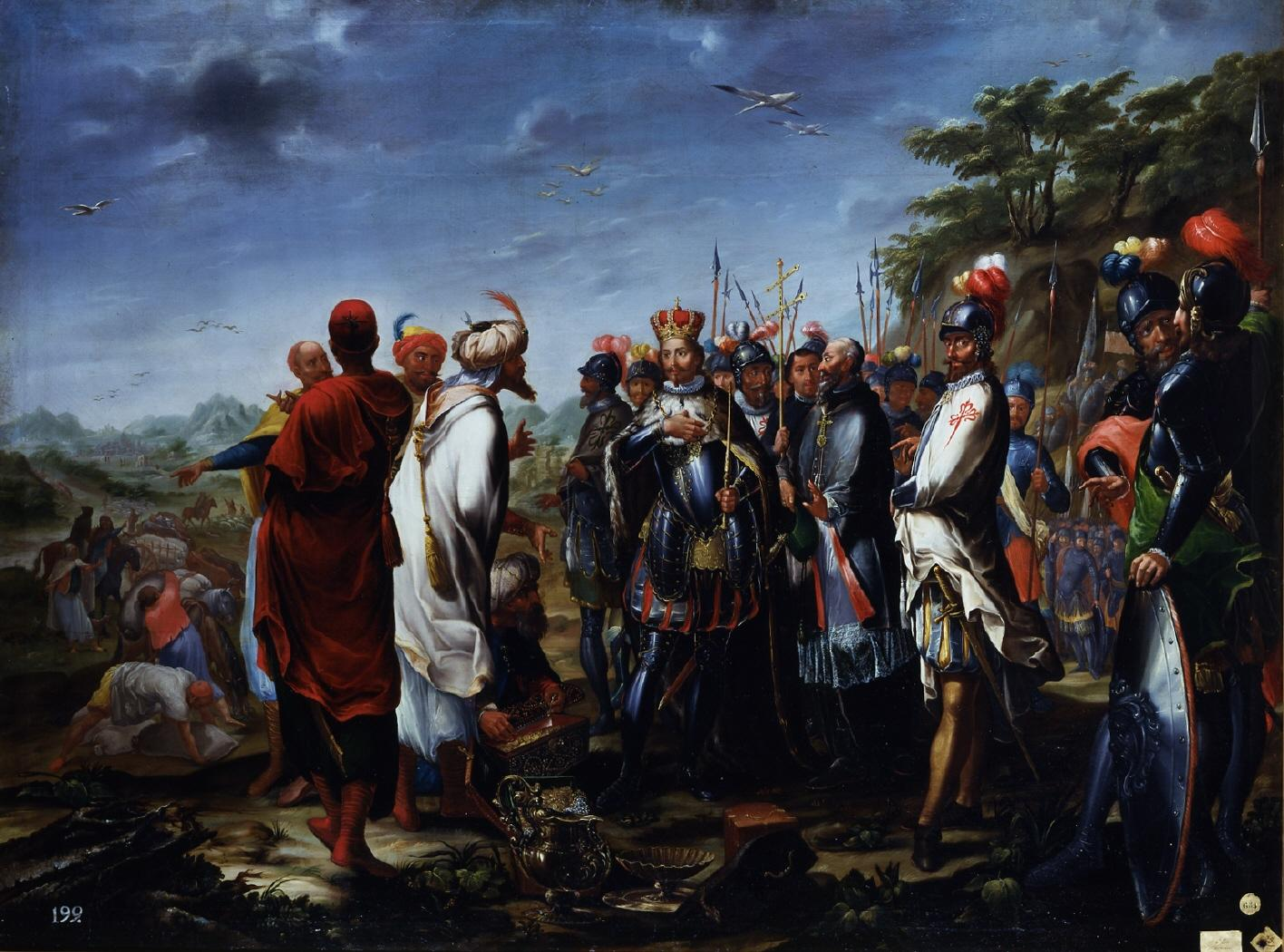
El rey Fernando III el Santo recibe en Sierra Morena a los embajadores de Mahomad, rey de Baeza, óleo sobre lienzo, 130 x 174 cm, Madrid, Real Academia de Bellas Artes de San Fernando.

Desde Orán envió en 1760 al concurso de primera clase de pintura de la Real Academia de Bellas Artes de San Fernando, conforme a las bases del premio, el cuadro El rey Fernando III el Santo recibe en Sierra Morena a los embajadores de Mahomad, rey de Baeza, conservado en la misma institución para la que se pintó. En el reverso el pintor se autorretrató con una inscripción latina alrededor del busto, firmado y fechado el 22 de mayo de 1760, en la cárcel de la ciudad de Orán: 

Ano Domni. MDCCLX d.XXII Mensi Mai [cruz] Joanes de Miranda operabat hanc picturam cum incomoditate quam illi ofert una ex restrictis speluncis Civitatis Oranensis / Natus sum ano MDCCXXIX

No se tienen otras noticias hasta su reaparición en 1767 en Alicante, ocupado en la pintura de la capilla del Ayuntamiento. 
Tras recorrer algunas otras ciudades españolas y conocer a Mengs en Madrid, en 1773 regresó a Canarias, estableciéndose en Santa Cruz, aunque, solitario y de carácter extravagante, mudó con alguna frecuencia de residencia. Es aquí donde pintó el grueso de su producción conocida, con destino principalmente a la iglesia, aunque todavía realizó algún desplazamiento a Gran Canaria. En uno de estos viajes, en 1797, el cabildo de la catedral de Las Palmas le solicitó dos lienzos de la Inmaculada y de San Sebastián para sustituir a los pintados por Cristóbal Hernández de Quintana, que los canónigos tachaban «de ningún gusto y notorios defectos en el arte de la pintura». Al contrario, Miranda era para el cabildo «conocido por su habilidad en esta arte», por lo que dos años después se le encargó el retrato del obispo Verdugo que, según se quejaba el canónigo magistral, nunca terminaba el pintor por haberse embarcado en cierto proyecto de pesca.
Aunque con buen dominio del dibujo, en sus composiciones con frecuencia se valió de estampas grabadas y los colores fríos, propios del gusto neoclásico, de los que se valió en la Inmaculada de la catedral de Las Palmas y en alguna otra ocasión, nunca desplazaron por completo a los colores cálidos de la tradición seiscentista, aunque siempre aplicados lisamente, con pincelada fundida. Todavía en 1804 pintó el Juicio de Bruto, fechado en Tenerife, donde murió un año después, tras otorgar testamento el 10 de septiembre de 1805 en el que hacía constar sus escasos medios, cuidados en sus últimos tiempos por una nieta y una criada.